# Обознівська волость
Обознівська волость — історична адміністративно-територіальна одиниця Єлизаветградського повіту Херсонської губернії із центром у селі Обознівка.
Станом на 1886 рік складалася з 17 поселень, 19 сільських громад. Населення — 6629 осіб (3335 чоловічої статі та 3294 — жіночої), 1245 дворових господарств.
|                     | Площа, десятин | У тому числі орної, дес. |
| ------------------- | -------------- | ------------------------ |
| Сільських громад    | 8751           | 5850                     |
| Приватної власності | 12803          | 4250                     |
| Казенної власності  | 1866           | 580                      |
| Іншої власності     | 281            | 56                       |
| Загалом             | 23701          | 10736                    |

Основні поселення волості:
- Обознівка (Михалиги) — колишнє власницьке село при річці Грузька за 10 верст від повітового міста, 621 особа, 132 дворових господарства, православна церква, школа, лавка.
- Арнаутівка (Красноманова) — колишнє власницьке село при річці Сугоклія Каменовата, 291 особа, 50 дворових господарств, школа.
- Велика Мамайка — колишнє власницьке село при річках Мамайка й Інгул, 616 осіб, 127 дворових господарств.
- Лелекове — колишнє власницьке село при річках Інгул й Грузька, 1982 особи, 418 дворових господарства, 2 православні церкви, школа, лавка.
- Черняківка (Соколівка) — колишнє власницьке село при річці Сугоклія Каменовата, 569 осіб, 111 дворових господарств, школа.

Наприкінці 1880-х років волость ліквідовано, населені пункти увійшли до складу Грузчанської волості.